# 孙玉玺
孙玉玺（1951年10月—），男，黑龙江哈尔滨人，中华人民共和国外交官。曾任驻意大利大使兼驻圣马力诺大使、驻波兰大使、外交部阿富汗事务特使。

## 生平
孙玉玺1973年作为工农兵学员进入北京外国语学院学习英语，毕业后被送往英国伦敦经济学院学习国际关系学。
1979年，在中国驻法国大使馆任英语翻译。1981年回国，在外交部亚洲司任职，1988年，出任中国驻巴基斯坦大使馆一秘，1991年，升任中国驻柬埔寨大使馆参赞。1993年调回亚洲司任职。1995年，调任中国驻韩国大使馆公使銜參贊。1998年，任中华人民共和国外交部新闻司副司长兼外交部新闻发言人。
2002年，阿富汗塔利班政权被推翻后，中国决定恢复中国驻阿富汗大使馆，4月，孙玉玺出任中华人民共和国驻阿富汗大使。2005年1月，出任中华人民共和国驻印度大使。2008年3月，出任中华人民共和国驻意大利大使兼驻圣马力诺大使。2010年6月，出任中华人民共和国驻波兰大使。2014年7月，任中国外交部阿富汗事务特使。2015年9月，卸任特使一职。

## 荣誉

### 外国勋章奖章
- 意大利仁惠之星大军官勋章（義大利語：Ordine della Stella della Solidarietà Italiana）（意大利，2010年4月3日公布[2]）